# WAVE ISLANDS
WAVE ISLANDS（ウェーブ・アイランズ）は、日本のオーセンティックスカバンド。 
2003年、宮崎県で結成。同年、自主レーベル「LOTUS RECORDS」設立。2003年にシーガイアを擁する一ツ葉海岸に程近い宮崎市波島町を拠点に結成。メンバーの郷土愛からバンド名の由来も波島町を直訳し、「WAVE ISLANDS」となる。ジャマイカンオールディーズに秘められた独特の土臭さを独自の解釈で表現しつつも、宮崎のみならず様々な地域やシーンのイベント等にも参加し、オリジナルなスタンスで垣根のない活動を展開。自主レーベル「LOTUS RECORDS」より2枚のEPも発表。九州のスカ/レゲエバンドの中でも特に「土着感」を持った演奏とメンバーそれぞれ個性あるキャラクターで、南国宮崎のバンドらしく野外の似合うバンドである。毎年年末に新宿ロフトにて開催されるオーセンティックスカ、ロックステディの祭典"BIG SHOT"に2005年、2009年と出演している。 

## メンバー
- MASASHI SAMESHIMA
  - ボーカル/パーカッションを担当。リーダーであり、主に曲作りも担当。
- SHIROU TOYAMA
  - ドラムを担当。
- HIROKI OHTA
  - ギターを担当。
- TETSUYOSHI SOGABE
  - ベースを担当。また、スキンズバンド獅風丸としても活動中。
- SAYAKA SAMESHIMA
  - キーボードを担当。
- FUKUMI KAWANO
  - トロンボーンを担当。
- TAAKI AZUMA
  - アルト・サクソフォーンを担当。
- HIROKI KATSU
  - テナー・サクソフォーンを担当。
- MIYUKI KAWANO
  - トランペットを担当。

## ディスコグラフィ

### シングル
- 1st DEMO-廃盤-（2004年）

1. ANTHEM
2. Dahil Sayo
3. I Won't Let You Go

- DEPARTURE（2005年）

1. DEPARTURE
2. MELLOW YELLOW
3. MOOD FOR SKA

- SHI-RU-BE（2006年12月17日）

1. SHI-RU-BE
2. INTO BREEZE
3. DANCING MOOD

### 7inch
- DEPARTURE（2005年）

1. SIDE-A　DEPARTURE
2. SIDE-B　MELLOW YELLOW

- SHI-RU-BE（2006年12月17日）

1. SIDE-A　SHI-RU-BE
2. SIDE-B　INTO BREEZE

### フルアルバム
- from WAVE ISLAND（2008年7月21日）

1. Anthem
2. To Fragrance
3. Breath to You
4. Mellow Yellow
5. Sunny
6. Don't Worry
7. FLY-HiGH

## 補足
メンバーのほとんどが幼馴染である。毎年末には自主企画「NO,sugar NO,milk」を行っている。
2nd シングルはすべて一発録りである。シングルには毎回1曲カバーを収録。7inchには未収録。